# Cleebourg
Cleebourg – miejscowość i gmina we Francji, w regionie Grand Est, w departamencie Dolny Ren.
Według danych na rok 1990 gminę zamieszkiwały 584 osoby, 55 os./km².